# جوني بوت
جوني بوت (بالإنجليزية: Johnny Butt)‏ هو ممثل بريطاني (وحمل سابقاً جنسية المملكة المتحدة لبريطانيا العظمى وأيرلندا)، ولد في 1870 في المملكة المتحدة، وتوفي في 1930 بلندن في المملكة المتحدة.

## وصلات خارجية
- جوني بوت على موقع IMDb (الإنجليزية)
- جوني بوت على موقع قاعدة بيانات الفيلم (الإنجليزية)